# International Railway Industry Standard
El International Railway Industry Standard (IRIS) es una norma elaborada por la UNIFE (Union des Industries Ferroviaires Européennes) con la ayuda de fabricantes de equipos, integradores de sistemas  y operadores, que amplía la norma ISO 9001 para incluir requisitos propios de la industria ferroviaria para sistemas de gestión empresarial. Se trata de una norma de calidad reconocida internacionalmente apoyada por cuatro de los fabricantes de sistemas más grandes: Bombardier, Siemens, Alstom y AnsaldoBreda. El objetivo principal de IRIS es aumentar la calidad y fiabilidad del material rodante producido a través de la mejora de toda la cadena de suministro.